# Dominic Grimm
Dominic Grimm (14 de enero de 1988) es un deportista australiano que compitió en remo. Ganó una medalla de oro en el Campeonato Mundial de Remo de 2010, en la prueba de dos con timonel.

## Palmarés internacional
| Campeonato Mundial | Campeonato Mundial        | Campeonato Mundial | Campeonato Mundial |
| Año                | Lugar                     | Medalla            | Prueba             |
| ------------------ | ------------------------- | ------------------ | ------------------ |
| 2010               | Cambridge (Nueva Zelanda) | Medalla de oro     | Dos con timonel    |